# Beat (canção)
"Beat" (estilizado em maiúsculas) é o terceiro single do cantor japonês Ryuichi Kawamura, lançando em 18 de julho de 1997 pela Gai Records (Victor Entertainment). A canção foi usada como tema do programa de televisão da NHK Pop Jam.

## Desempenho comercial
Chegou ao quarto lugar da Oricon Singles Chart, ficou na parada por dezoito semanas e é o segundo single mais vendido de Kawamura, atrás apenas do anterior "Glass". Foi certificado disco de platina tripla pela RIAJ e se tornou o 21° single mais vendido em 1997 no Japão (também atrás do single anterior), com 778 mil cópias comercializadas segundo a Oricon.

## Faixas
| N.º            | Título                 | Duração |  |
| 1.             | "Beat"                 | 4:10    |  |
| 2.             | "KI SE KI"             | 4:24    |  |
| 3.             | "Beat" (piano version) | 4:26    |  |
| Duração total: | Duração total:         | 15:23   |  |